# Обычный Джо (сериал)
«Обычный Джо» (англ. Average Joe) — американский криминальный комедийный сериал Робба Каллена. Премьера состоялась 26 июня 2023 года на стриминговом сервисе BET+. 15 августа 2024 года сериал стал доступен на Netflix. В июне 2024 года был продлён на 2 сезон.

## Сюжет
Старик Тедди Вашингтон из Питтсбурга трагически погиб при пожаре. У него был свой небольшой бизнес, он работал на эвакуаторе. Теперь его дело перешло сыну, обычному сантехнику по имени Джо. После похорон отца Джо отправляется в его офис, чтобы разобрать бумаги, но обнаруживает, что офис вскрыт, а внутри произошёл погром. Затем на него неожиданно нападает Дмитрий, парень его дочери Дженнифер, и требует, чтобы тот немедленно открыл сейф. Выясняется, что Дмитрий сын Николая Джугашвили, главы русской мафии, а отец Джо работал с ними. Он перевозил для них наркотики. Ничего этого Джо не знал. Тедди украл у русских бандитов 10 миллионов долларов и «Ламборгини», а потом неожиданно умер. Теперь русские требуют своё от Джо.
Пытаясь освободиться, Джо убивает Дмитрия и его охранника. В отцовском сейфе он обнаруживает 100 000 долларов. Джо и его друзья Леон и Тач решают не ставить в известность полицию, а разделить эти деньги между собой и заняться поиском собственно 10 миллионов и машины. Хотя Тач полицейский, он участвует в этом сговоре, так как неудовлетворён своей работой в полиции и отношением к нему там. В этот же вечер домой к Леону наведывается киллер Николая Джугашвили, который ищет сына своего босса. Леона спасает его жена Кэти. Дома же у Джо скандал. Дженнифер нашла в кузове машины своего папы своего мёртвого парня Дмитрия.
Встаёт вопрос о том, как избавиться от кучи трупов. Кэти, которая любит детективные сериалы, предлагает распилить тела, вымазать их арахисовой пастой и разбросать по лесу, а там уже их растащат дикие звери. Так и поступают. Однако уже на следующий день гольфисты находят на поле для гольфа голову Дмитрия. Вести это дело поручают Пэм Тэлфорд. В академии она училась вместе с Тачем, но сейчас она уже сержант, а он всё ещё занимается бумажной работой в кабинете. Николай Джугашвили узнаёт из новостей о смерти своего сына и нанимает профессионального киллера Арину найти его убийцу. Арина уже отошла от дел и работает учительницей младших классов, но Николай угрожает навредить её дочери, если она откажется на него работать.
«Ламборгини» друзьями была найдена, но найти 10 миллионов на первых порах не удалось. Было решено прекратить их поиски, так как эти грязные бандитские деньги приносят только одни неприятности. Тем не менее, Кэти не смогла удержаться и начала поиски денег самостоятельно. Она нашла схрон старика Тедди, только заначка там была не в деньгах, а в свёртках с героином. Женщина попыталась самостоятельно найти на него покупателя.
В какой-то момент Арине всё же удалось выследить и похитить жену Джо Анджелу. Теперь Джугашвили собирается обменять её на Джо, убийцу своего сына. Неожиданно себя на маму меняет Дженнифер. Она знает, что бандиты не сделают ей ничего плохого, так как оказалось, что она беременна от Дмитрия. Николай Джугашвили остаётся удовлетворён таким исходом и собирается вывезти девушку в Россию. Друзья бросают все свои силы на спасение Дженнифер.

## В ролях

### Основные
- Дион Коул — Джо Вашингтон
- Тэмми Таунсенд — Анджела Вашингтон
- Малкольм Барретт — Леон Монтгомери
- Синтия Макуильямс — Кэти Монтгомери
- Майкл Трукко — Бенджамин «Тач» Тучавуски
- Эшли Оливия Фишер — Дженнифер Вашингтон
- Ашани Робертс — сержант Пэм Тэлфорд
- Кэтрин Барнс — Арина
- Павел Лычников — Николай Джугашвили

### Второстепенные
- Крис Петровски — Дмитрий Джугашвили
- Сэм Дубин — Дэнни
- Гриффин Фриман — Митч
- Дэрин Тондер — Стэн Харрис
- Патти Типпо — Винни Харрис
- Белло Пиццименти — Эппл
- Никита Кириллов — Молотов
- Тереза Л. Грейвз — Глэдис

## Производство
В феврале 2022 года стало известно, что Робб Каллен работает над новым сериалом для стримингового сервиса BET+. В апреле стало известно, что Дион Коул исполнит главную роль, остальные актёры стали известны в октябре. В конце сентября стало известно, что Эрик Дин Ситон станет режиссёром первого эпизода. Премьера сериала состоялась 26 июня 2023 года. 6 июня 2024 года сериал был продлён на 2 сезон. 15 августа 2024 года он стал доступен на сервисе Netflix. Создатели сериала пояснили, что сделали это, чтобы привлечь к нему больше внимания и повысить его узнаваемость в преддверии 2 сезона на BET+.
Робб Каллен, создатель сериала, утверждает, что в некоторой степени он вдохновлён реальными событиями. Каллен рассказал, что после смерти своего отца узнал о нём много неожиданных вещей от его друга. Каллен сказал, что его отец был мошенником.
В США термин «Обычный Джо» (англ. Average Joe) используется для обозначения среднестатистического американца.

## Приём
В целом сериал был принят положительно. На сайте Rotten Tomatoes у первого сезона рейтинг «свежести» 86 %, на сайте Metacritic — 73 балла из 100. Дэниел Файнберг из The Hollywood Reporter отметил, что сериал напоминает «Озарк». Он написал, что сериал интересный, у него хороший актёрский состав, а повествование движется от одного поворота и кульминации к другому.

## Список эпизодов
| №  | Название                                                                                 | Режиссёр         | Автор сценария                   | Дата премьеры   |
| -- | ---------------------------------------------------------------------------------------- | ---------------- | -------------------------------- | --------------- |
| 1  | «Пилот» «Pilot»                                                                          | Эрик Дин Ситон   | Робб Каллен                      | 26 июня 2023    |
| 2  | «Холостяк в раю» «Bachelor in Paradise»                                                  | Эрик Дин Ситон   | Скотт Боден Ходжес               | 26 июня 2023    |
| 3  | «Пончики и виски?» «Donuts & Whiskey?»                                                   | Кристоф Шреве    | Тайрон Финч                      | 29 июня 2023    |
| 4  | «Школьный учитель уровня выше среднего» «The Above Average School Teacher»               | Кристоф Шреве    | Артур Харрис                     | 6 июля 2023     |
| 5  | «Поучительная история о приграничном правосудии» «A Cautionary Tale of Frontier Justice» | Маршалл Тайлер   | Брайс Эхарт и Стефани Макфарлэйн | 13 июля 2023    |
| 6  | «Зелёный и синий» «Green and Blue»                                                       | Маршалл Тайлер   | Джеррон Хортон                   | 20 июля 2023    |
| 7  | «Заключённые» «Prisoners»                                                                | Дэвид Катценберг | Кевин О’Харе                     | 27 июля 2023    |
| 8  | «Езжай или умри» «Ride Or Die»                                                           | Дэвид Катценберг | Хава Макалу                      | 3 августа 2023  |
| 9  | «Звучит как „Почтальон“» «Sounds Like Mail Man»                                          | Джой Лэйн        | Робб Каллен                      | 10 августа 2023 |
| 10 | «Ты, должно быть, Джо» «You Must Be Joe»                                                 | Джой Лэйн        | Пол Маклалин и Д. Дж. Райан      | 17 августа 2023 |